# Alvernai Ferenc-rendiek temploma
Az Alvernai ferencrendiek kápolna Kolozsváron, a Békásnegyedben található.

## Nevének eredete
Az „Alverna” kifejezés latin, illetve olasz eredetű. Ez egy Arezzo mellett lévő hegy, melyen Assisi Szent Ferenc 1224. szeptember 14-én megkapta a stigmákat. Arezzo pedig egy város Közép-Olaszország Toszkána régiójában. Az Alvernán jelenleg kápolna és zarándokhely áll Szent Ferenc emlékére, aki megalapította a napjainkban is ismert ferences rendet. A stigma kifejezés azt jelenti, hogy egy ember, aki Istennek tetsző életet él, megkapja az egyiket vagy az összeset (ez nagyon ritka) Jézus sebhelyei közül, melyeket a keresztre feszítése során szerzett. 

## Története
Az 1900-as évektől Kolozsvár Óvárában működött Erdély legnagyobb nyomdája, melynek névadója Szent Bonaventúra lett. A könyvmásoló műhely tulajdonosa és működtetője is ferences rend volt, ahol nem csak szerzetesek, hanem polgárok is dolgoztak. A nagy gazdasági világválság idején lázongások törték meg a rendet Kolozsvárott is. Mivel a ferences rend engedelmességi fogadalmat is tett, az ott dolgozó polgárok kezdtek lázongani. Megoldásként 1929-ben Trefán Leonárd, a ferences rendi kolostor házfőnöke gyümölcsöst vásárolt ezen a helyen, hogy a Szent Bonaventura nyomdában ólommal dolgozó szerzetesek és polgárok tiszta levegőn pihenhessenek. Egyúttal kolostor és templom építését határozták el, amelyet a toszkánai Alvernához hasonló búcsújáró helynek terveztek. 
Az épületegyüttes tervezőjének Moll Elemért kérte fel, aki előtte 10 évig (1909–1919) Kolozsvár főépítésze volt. A kivitelező Moll Elemér és statikus mérnök testvére volt. A Jézus Szent Szívének szentelt templom alapkövének letétele 1929. november 28-án történt. 1930-ban felszentelték a kápolnát, és 1931-ben lett teljesen kész az épületegyüttes, ami egy szállodát, egy kápolnát és egy rendházat foglalt magába. Itt zarándokhely lett, amely egy kedvelt kirándulóhellyé vált az emberek számára, ahová felekezettől függetlenül látogathattak el az oda érkezők.  
1949-ben a kommunizmus idején államosították, egy ideig állítólag TBC-kórházként üzemelt, majd a kápolnát  a Növényvédelmi Kutatóállomás kapta meg, az épületből pedig Agronómusok Háza lett. Az aradi Hönig Frigyes által öntött négy harangot leszerelték és be akarták olvasztani, de átkerültek a Jobbágy utcai Szűz Mária Szeplőtelen Szíve Plébániára.  Az 1930-as évszámot viselő harangokat Szent Józsefnek, Szent Klárának, Lisieux-i Szent Teréznek illetve Páduai Szent Antalnak szentelték. A romániai rendszerváltás után a ferences rend visszaigényelte az épületet, de az eljárás 2022-ben még nem zárult le.